# Winnie Kiiza
Winifred Kiiza (sinh ngày 26 tháng 11 năm 1972) là một nữ giáo viên và chính trị gia người Uganda, và từng là lãnh đạo của phe đối lập trong Quốc hội Uganda, từ tháng 5 năm 2016  đến tháng 8 năm 2018. Sau đó bà được Betty Aol Ochan thay thế làm Thủ lĩnh phe đối lập.
Bà cũng là Thành viên Quốc hội đương nhiệm đại diện cho Phụ nữ Quận Kasese trong Quốc hội Nhật Bản lần thứ 10 (2016 đến 2021).

## Bối cảnh và giáo dục
Winifred Kiiza sinh ngày 26 tháng 11 năm 1972, tại làng Nsenyi, tiểu quận Kisinga, quận Kasese, thuộc khu vực phía Tây của Uganda. Mẹ của bà, Modesty Muke, là người ủng hộ đảng chính trị của Quốc hội Nhân dân Uganda (UPC), trong khi cha cô, Kanyere Constance Muke, thuộc Đảng Dân chủ (DP). Cha của Kiiza qua đời khi bà mười tuổi, để lại bà và anh chị em của bà cho người mẹ thất nghiệp chăm sóc.
Bà học trường tiểu học Nsenyi, trường tiểu học Kajwenge và trường tiểu học Kisinga để học tiểu học. Bà theo học trung học tại trường trung học Saadi Memorial, sau đó chuyển đến trường Saint Maria Goretti ở Fort Portal trong hai năm cuối cấp ba.
Sau đó, bà theo học trường Cao đẳng Kinh doanh Quốc gia (NCBS), tại Nakawa, Kampala, tại thời điểm nó chuyển đổi thành Trường Kinh doanh Đại học Makerere (MUBS).

## Kinh nghiệm làm việc
Kiiza bắt đầu giảng dạy tại trường cũ của bà, Trường tiểu học Kisinga, trong kỳ nghỉ sau kỳ thi trong năm 4. Bà cũng làm như vậy ở trường Saint Maria Goretti, giảng dạy ở đó sau kỳ thi A-Level. Trong khoảng thời gian Bệnh viện đa khoa Bwera được xây dựng, bà làm việc cho một trong những nhà thầu, trong bộ phận cửa hàng của họ. Sau đó, bà làm việc cho một công ty hướng dẫn du lịch ở Công viên quốc gia Queen Elizabeth gần đó.

## Sự nghiệp chính trị
Kiiza tham gia chính trị toàn thời gian từ mùa chính trị 1996-1001, trong thời gian đó bà có chân trong Hội đồng địa phương quận Kasese với tư cách là Bí thư tài chính quận. Năm 2001, bà được bầu lại vào hội đồng huyện, làm Thư ký Giáo dục và sau đó là Thư ký Dịch vụ Xã hội. Bà đã tranh cử ghế quốc hội của phụ nữ quận Kasese năm 2006, đại diện cho đảng đối lập về chính trị thay đổi dân chủ (FDC). Bà đã thắng và được bầu lại vào các năm 2011  và năm 2016.
Vào tháng 5 năm 2016, Kiiza, ở tuổi 44, được bổ nhiệm làm Thủ lĩnh phe đối lập trong quốc hội của Uganda, khiến bà trở thành người phụ nữ đầu tiên đảm nhận vị trí đó trong lịch sử của đất nước này.